# سیارک ۱۰۲۱۷
سیارک ۱۰۲۱۷ (به انگلیسی: 10217 Richardcook، نامگذاری:1997SN4) ده هزار و دویست و هفدهمین سیارک کشف شده‌است که در ۲۷ سپتامبر ۱۹۹۷ کشف شد.
قدر مطلق سیارک برابر ۴۲٫۶ است.